# Direction générale de la Sécurité et de la Protection présidentielle
La direction générale de la sécurité et de la protection présidentielle (DGSPP) est une unité de protection rapprochée, rattachée administrativement à la Garde républicaine algérienne. Elle est chargée de la protection personnelle et immédiate du président de la République algérienne et de sa famille.

## Histoire
Historiquement, la direction générale de la sécurité et de la protection présidentielle (DGSPP) était un service de sécurité rattaché au département du renseignement et de la sécurité (DRS).
Depuis 2015, la direction générale de la sécurité et de la protection présidentielle (DGSPP) a été rattachée à la garde républicaine algérienne sur décision du président de la république.

## Mission
La DGSPP a pour mission :
- D'assurer la protection personnelle et immédiate du président de la République, de sa famille, de certaines personnalités (anciens présidents, certains conseillers présidentiels, des personnalités étrangères en visite en Algérie) ainsi que de leurs résidences officielles. Cette dernière mission est partagée avec différentes entités[2].

- De mettre en œuvre l'ensemble des mesures nécessaires à l'organisation matérielle et à la sécurité des déplacements du président de la République.

## Organisation
La DGSPP possède plusieurs unités qui ont chacune leurs spécialités et qui peuvent travailler autant conjointement que tout seul.
La DGSPP possède :
- Unité de trafic (qui se charge de prédéfinir les itinéraires principaux et de secours, qui prend en charge le trafic urbain etc.)
- Unité de protection rapprochée (qui sont placées au centre du dispositif, elle escorte le président à pied et en voiture et intervient directement en cas d'incident)
- Unité d'intervention tactique (ils interviennent en urgence lors d'incidents graves, ils sont en uniforme)
- Unité d'appui (qui vient en appui aux unités de protection et d'intervention, on peut y trouver des tireurs d'élite, des agents en civil, et des agents "reculés")
- Unité d'extraction (qui évacue le président hors de la zone en cas d'incident grave)
- Unité de protection et de surveillance (qui se charge de la protection du palais d'El mouradia, ainsi que de l'habitation personnelle du président, et de tous les lieux ou le président est présent. Ils travaillent conjointement avec les unités de garde et de protection de la garde républicaine ainsi que la police ou la gendarmerie.)
- Unités de reconnaissance (se charge de vérifier et de sécuriser les zones ou le président sera présent autant sur le territoire national qu'à l'étranger, ils travaillent conjointement avec la police et la gendarmerie algérienne qu'avec les unités de police locale s'ils sont à l'étranger)
- Unité logistique (se charge de fournir l'équipement ainsi que de l'équipement spécialisé nécessaire pour la mission)

## Équipement
Les principales armes en dotation dans le service sont :
- Glock 17
- Smith & Wesson
- SIG-Sauer P228
- Beretta 92

### Pistolets mitrailleurs
- HK MP5
- HK MP7
- Beretta M12

### Fusils d'assaut
- AKMS
- HK G36
- ARX 160

### Autres
- Grenades (flash, assourdissantes etc.)
- Fumigènes
- Mallette de protection en kevlar
- Parapluie de protection en kevlar

### Uniforme
Pour les équipes de protection rapprochée :
- Costume
- Oreillette de communication
- Lunettes de protection
- Gilet pare-balles

Pour les unités d'intervention tactique et d'appui :
- Treillis noire
- Rangers
- Cagoule
- Gilet porte-plaques
- Gants
- Coudières et genouillères
- casque de communication

### Véhicules
Parmi les véhicules utilisés, certains sont munis d'un système de brouillage, et d'autres sont blindés.

## Commandement
- Général El Hachemi Hadjeres (1989-juin 1992)[3].
- Commandant Medjebar (juin 1992-1993)[3].
- Général Mohamed Douar (1993-1995)[3].
- Général Sadek Aït-Mesbah (1995-1999)[3].
- Général  (1999-1999)[3].
- Général-major Djamel Kehal Medjdoub (2005-2015)[4].
- Général Nacer Habchi (2015- 28 avril 2020)[5],[6].
- Général-Major Belkacem Laribi depuis le 28 avril 2020[6].